# Кризис Кристи
Кризис Кристи или Вопрос Кристи (англ. The Christie Question, порт. Questão Christie) — дипломатический кризис между Британской и Бразильской империями, длившийся с 1862 по 1865 год. Назван в честь Вильяма Дугала Кристи — британского посла в Бразилии. Основной причиной конфликта стал закон Абердина, который давал Великобритании право захватывать бразильские суда, перевозящие рабов. 

## Предыстория

### Закон Абердина
Закон Абердина или Абердинский акт (полное название — «Закон о внесении поправок в Закон, озаглавленный „Закон о приведении в исполнение Конвенции между Её Величеством и императором Бразилии о регулировании и окончательной отмене африканской работорговли“») был принят 9 августа 1845 года. Он разрешал Королевскому военно-морскому флоту останавливать и обыскивать в открытом море любое бразильское судно, подозреваемое в перевозке невольников, и арестовывать работорговцев. 
В бразильской историографии этот закон считают ответом Великобритании на бразильскую тарифную реформу 1844 года, проведенную министром финансов Мануэлем Алвешем Бранку, которая повысила импортные пошлины и привела к расторжению британско-бразильской конвенции 1826 года о трансатлантической работорговле в Бразилии. Введение этого закона вызвало всеобщее возмущение и рост антибританских настроений в Бразилии. Закон Абердина расценили как нарушение свободного рынка, свободы судоходства, как оскорбление суверенитета и территориальной целостности Бразилии и как попытку остановить рост Бразилии в качестве мировой державы.
Принятие Закона Эусебио де Кейроса (официальное название — Закон №581 от 4 сентября 1850 года) ограничило работорговлю в Бразилии, хотя само рабство было отменено только в 1888 году. Борьба с работорговлей со стороны обеих стран привело к тому, что в 1852 году Великобритания вывела свой флот из бразильских вод при условии, что торговля рабами не будет возобновлена. В 1869 году Закон Абердина был отменён.
Хотя после подписания договора напряжённость между двумя странами снизилась в результате сокращения работорговли, соглашение воспринималось как национальное унижение.

### Крушение «Принца Уэльского»
2 апреля 1861 года из Глазго в Буэнос-Айрес отплыл британский торговый корабль «Принц Уэльский». Между 5 и 8 июля 1961 года корабль сел на мель у берегов провинции Риу-Гранди-ду-Сул, в пустынном районе с опасным берегом. Во второй половине дня 12 июня были обнаружены тела нескольких жертв кораблекрушения: найдено и похоронено 10 человек. 
Британское правительство обвинило власти Бразилии в преступной халатности, из-за которой погибли моряки. Британскому консулу в Рио-де-Жанейро был отдан приказ оказать давление на бразильские власти. Британия настаивала, чтобы британский офицер находился на месте расследования.
Был пойман один мародер из числа индейцев, ещё один бежал в Уругвай.

## Кризис
В 1862 году британские моряки были арестованы в Рио-де-Жанейро за подстрекательство к бунту. Позже их освободили, но посол Кристи потребовал выплаты компенсации за «Принца Уэльского» и увольнения полицейских.
Бразилия отказалась выполнять требования, и пять её судов были захвачены у берегов Рио-де-Жанейро.
В 1863 Бразилия согласилась выплатить компенсацию за «Принца Уэльского»,  а дело об увольнение полицейских передать на рассмотрение арбитра. Арбитром назначили короля Бельгии Леопольда l, который вынес решение в пользу Бразилии. 
Император Бразилии Педру ll потребовал вернуть бразильские корабли, но Британия отказалась. В ответ Бразилия разорвала дипломатические связи с Великобританией, которые восстановила через 5 лет по экономическим причинам.